# جان غالفيوني
جان غالفيون (بالفرنسية: Jean Galfione) هو متسابق قفز زانة فرنسي ولد في يوم 9 يونيو 1971 في باريس. أبرز انجازاته هو فوزه بالميدالية الذهبية في دورة الألعاب الأولمبية الصيفية 1996 في أتالانتا. كما فاز بالميدالية البرونزية في بطولة العالم لألعاب القوى 1995 في غوتنبرغ. كما فازت بميداليتين ذهبية وبرونزية بطولة العالم لألعاب القوى داخل الصالات. أفضل رقم سجله هو 5.98 متر في يوليو 1999.